# ヤマトリカブト
ヤマトリカブト（山鳥兜、学名：Aconitum japonicum subsp. japonicum）は、キンポウゲ科トリカブト属の疑似一年草。有毒植物。
ヤマトリカブトを基本種とする亜種群は、北海道の道南地方から本州、四国、九州まで、朝鮮半島、中国大陸東北部に分布するが、狭義の本亜種 subsp. japonicum は本州の栃木県から愛知県までの太平洋側に分布し、葉身が五角形から五角形状円形で3深裂から3中裂するのが特徴である。日本産トリカブト属で、ヤマトリカブトの名前はもっとも知られているが、分布域は狭い。

## 特徴
地下の塊根は径1-3cmになる。形態的変異が極めて著しく、茎は林内や林縁に生えるときは斜上し上部は湾曲して先端は垂れ、草原に生えるときは直立し、長さ・高さは60-200cmになり、茎の上部に屈毛が生える。中部でよく分枝するが枝はあまり伸びない。根出葉と茎の下部の葉は、花時には枯れて生存しない。中部の茎葉の葉身は五角形から五角形状円形で、長さ6-17cm、幅6-22cmになり、3深裂から3中裂し、裂片は羽状に切れ込むか粗い鋸歯縁になり、欠刻片または鋸歯は卵形から卵状披針形になる。葉柄は長さ2-8cmになり、屈毛が生えるか無毛。
花期は8-11月。花序は長さ5-8cmで、茎が斜上するときは総状花序に、茎が直立するときは散房花序になり、1-5個ほどの花がつき、上部から下部に向かって開花する。花柄は長さ3-10cmになり、全体に下向きの屈毛が密生する。花柄の中部に小苞がつき、線形から披針形で長さ3-10mmになる。花は青紫色から青色または赤紫色、まれに黄白色で、長さは3-5cmになる。花弁にみえるのは萼片で、上萼片1個、側萼片2個、下萼片2個の5個で構成される。かぶと状になる上萼片は円頭の円錐形から僧帽形で、長さ20-28mm、幅14-23mmになり、前方の嘴は長くとがるかまたは短い。萼片の外面に屈毛が生える。花弁は上萼片の中にかくれて見えないが、柄、舷部、蜜を分泌する距、唇部で構成される。1対あり、柄は長さ18-20mm、舷部は長さ9-13mmあって強くふくらみ、距は細く長く180度以上に内曲するか、まれに短い嚢状になる。雄蕊には開出毛が生えるか無毛、雌蕊は3-5個あり、無毛か屈毛が生える。果実は長さ10-15mmの袋果になり、直立するかときに斜開する。種子は長さ4mmになる。染色体数2n=32の4倍体種である。 

## 分布と生育環境
日本固有種。本州の関東地方の栃木県から中部地方の愛知県にかけた太平洋側に偏って分布し、低山帯から山地帯の林内、林縁、草原に生育する。

## 名前の由来
和名ヤマトリカブトは、「山鳥兜」の意。牧野富太郎 (1940) は、牧野日本植物圖鑑において「和名ハ山鳥兜ニシテ山地ニ生ズル故云フ」と簡単に述べている。
種小名（種形容語）japonicum は、「日本の」の意味。

## 種の保全状況評価
国（環境省）のレッドデータブック、レッドリストでの選定はない。都道府県のレッドデータ、レッドリストの選定状況は次の通り。愛知県-絶滅危惧IB類(EN)。

## 下位分類
- 風衝草原に生育する直立型をハコネトリカブト Aconitum japonicum Thunb. var. hakonense (Nakai) Tamura (1981)[6]として区別することがある[9]。
- イヌハコネトリカブト Aconitum × parahakonense Nakai[15]（シノニム：Aconitum parahakonense Nakai var. glanduliferum Nakai ex Tamura et Namba (1960)）[16] - 本種とセンウズモドキ A. jaluense subsp. iwatekense との交雑種と推定されるもの。富士山周辺地域に分布する[9]。

## 分類
ヤマトリカブト A. japonicum とその亜種群は、トリカブト属トリカブト亜属 Subgenus Aconitum のうち、花弁の舷部が距に向かって膨大するキヨミトリカブト節 Section Euchylodea に属し、同節のうち、花はふつう花序の上から下に向かって開花するヤマトリカブト列 Series Japonica に分類される。ヤマトリカブト列に属する日本に分布する種のうち、温帯に生育する種（高山植物でない種）としては、ヤマトリカブトの他、ヤサカブシ A. nikaii、コウライブシ A. jaluense（亜種にセンウズモドキ subsp. iwatekense がある）、ウゼントリカブト A. okuyamae、オンタケブシ Aconitum metajaponicum、 カワチブシ A. grossedentatum が属する。ヤマトリカブトとその亜種群、ヤサカブシは、花柄と上萼片に屈毛が生えること。ウゼントリカブトとオンタケブシは、葉が腎円形で3浅裂-中裂し、花柄と上萼片に開出毛と腺毛が生え、上萼片の嘴は短いこと。コウライブシは、葉が五角形で3全裂-深裂し、花柄と上萼片に開出毛と腺毛が生え、上萼片の嘴は長いこと。カワチブシの花柄と上萼片は無毛であることが異なる。なお、オンタケブシは分布が限られ極まれな種であり、ヤサカブシは山口県にのみ分布する種である。

## ヤマトリカブト類の分類
| 和名             | 亜種名 subsp. | 変種名 var. | 分布地                              | 茎の長さ            | 葉身                             | 花序、長さ、花数             | 上萼片、嘴                      |
| ---------------- | ------------- | ----------- | ----------------------------------- | ------------------- | -------------------------------- | ---------------------------- | ------------------------------- |
| ヤマトリカブト   | japonicum     |             | 栃木県-愛知県の太平洋側             | 60-200cm            | 五角形-五角形状円形、3深裂-中裂  | 散房状-総状、5-8cm、1-5個    | 円頭の円錐形-僧帽形、長い、短い |
| オクトリカブト   | subcuneatum   |             | 道南、東北地方の日本海側、新潟県    | 60-200cm            | 腎円形、5-7浅裂-中裂             | 棒状の円錐状、8-20cm、3-10個 | 背の高い円錐形-僧帽形、長い     |
| ツクバトリカブト | maritimum     |             | 東北地方-関東地方の太平洋側、長野県 | 60-150cm            | 五角形-五角形状円形、3全裂-3深裂 | 小型の円錐状、5-10cm、2-6個  | 僧帽形、短い                    |
| イヤリトリカブト | maritimum     | iyariense   | 長野県北部特産                      | 300cm、上部はつる状 |                                  |                              |                                 |
| イブキトリカブト | ibukiense     |             | 福井県-兵庫県の日本海側             | 25-180cm            | 腎円形-五角形状円形、3中裂-3深裂 | 散房状-総状、4-14cm、2-7個   | 円頭の円錐形-僧帽形、短い       |
| タンナトリカブト | napiforme     |             | 中国地方、四国、九州                | 15-150cm            | 五角形-五角形状円形、3全裂-3深裂 | 散房状、4.5-16cm、2-8個      | 僧帽形、長い                    |

共通することは、花柄と上萼片に屈毛が生えること。
- ヤマトリカブト（山鳥兜、Aconitum japonicum Thunb. (1784) subsp. japonicum[1]） - 分類上の基本種。茎は高さ60-200cmになり、葉身は五角形-五角形状円形で、3深裂-中裂し、花序は散房状から総状になる。本州の栃木県から愛知県にかけての太平洋側に分布する[9]。
- オクトリカブト（奥鳥兜[7]、Aconitum japonicum Thunb. subsp. subcuneatum (Nakai) Kadota (1987)[17]）- 本亜種。尾瀬およびその周辺の草原に分布する本亜種の直立型を「オゼトリカブト」ということがある。また、佐渡島と新潟県中部に分布し、葉が3深裂するものを「サドブシ」ということがある[9]。
- ツクバトリカブト（筑波鳥兜[7]、Aconitum japonicum Thunb. subsp. maritimum (Tamura et Namba) Kadota (1983)[18]）- 茎は高さ60-150cmになり、葉身は五角形-五角形状円形で、3全裂-深裂し、花序は小型の円錐状になる。東北地方から関東地方の太平洋側の山地、群馬県、長野県に分布する[9]。
  - イヤリトリカブト（Aconitum japonicum Thunb. subsp. maritimum (Tamura et Namba) Kadota var. iyariense Kadota (1987)[19]）- ツクバトリカブトの変種で、茎は高さ300cmになり、茎の上部がつる状になるもの。長野県北部に分布する[9]。
- イブキトリカブト（伊吹鳥兜[7]、別名、キタヤマブシ、Aconitum japonicum Thunb. subsp. ibukiense (Nakai) Kadota (1987)[20]）- 茎は高さ25-180cmになり、葉身は腎円形-五角形状円形で、3中裂-深裂し、花序は散房状から総状になる。福井県から兵庫県、山口県の日本海側に分布する[9]。
- タンナトリカブト（耽羅鳥兜[8]、別名、サンインヤマトリカブト、Aconitum japonicum Thunb. subsp. napiforme (H.Lév. et Vaniot) Kadota (1987)[21]）- 茎は高さ15-150cmになり、葉身は五角形-五角形状円形で、3全裂-深裂し、花序は散房状になる。中国地方、四国、九州、朝鮮半島、中国大陸東北部に分布する[9]。

## ギャラリー

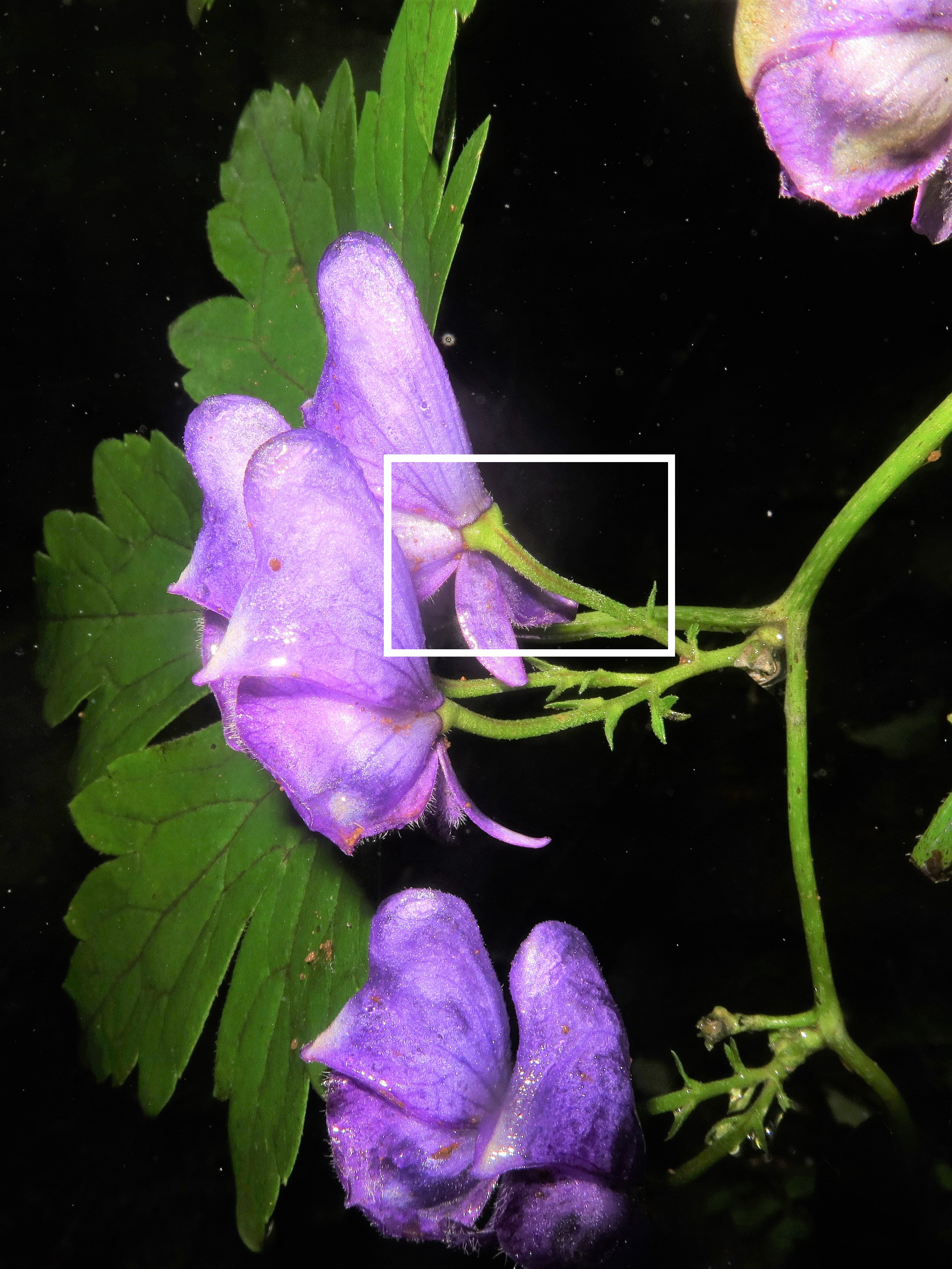
花弁にみえるのは萼片で、上萼片1個、側萼片2個、下萼片2個の5個で構成される。白色の四角形を右写真に拡大。
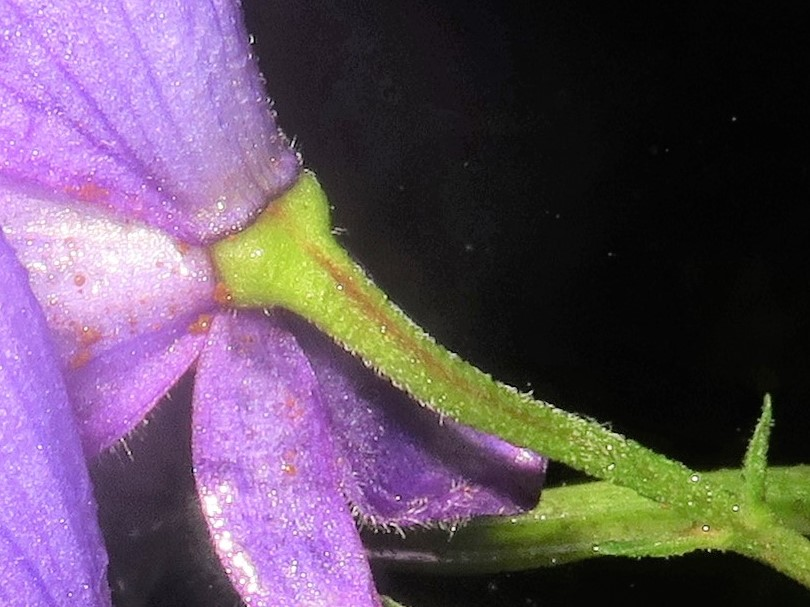
左の白色の四角形部分の拡大。花柄全体に下向きの屈毛が密生する。萼片の外面に屈毛が生える。
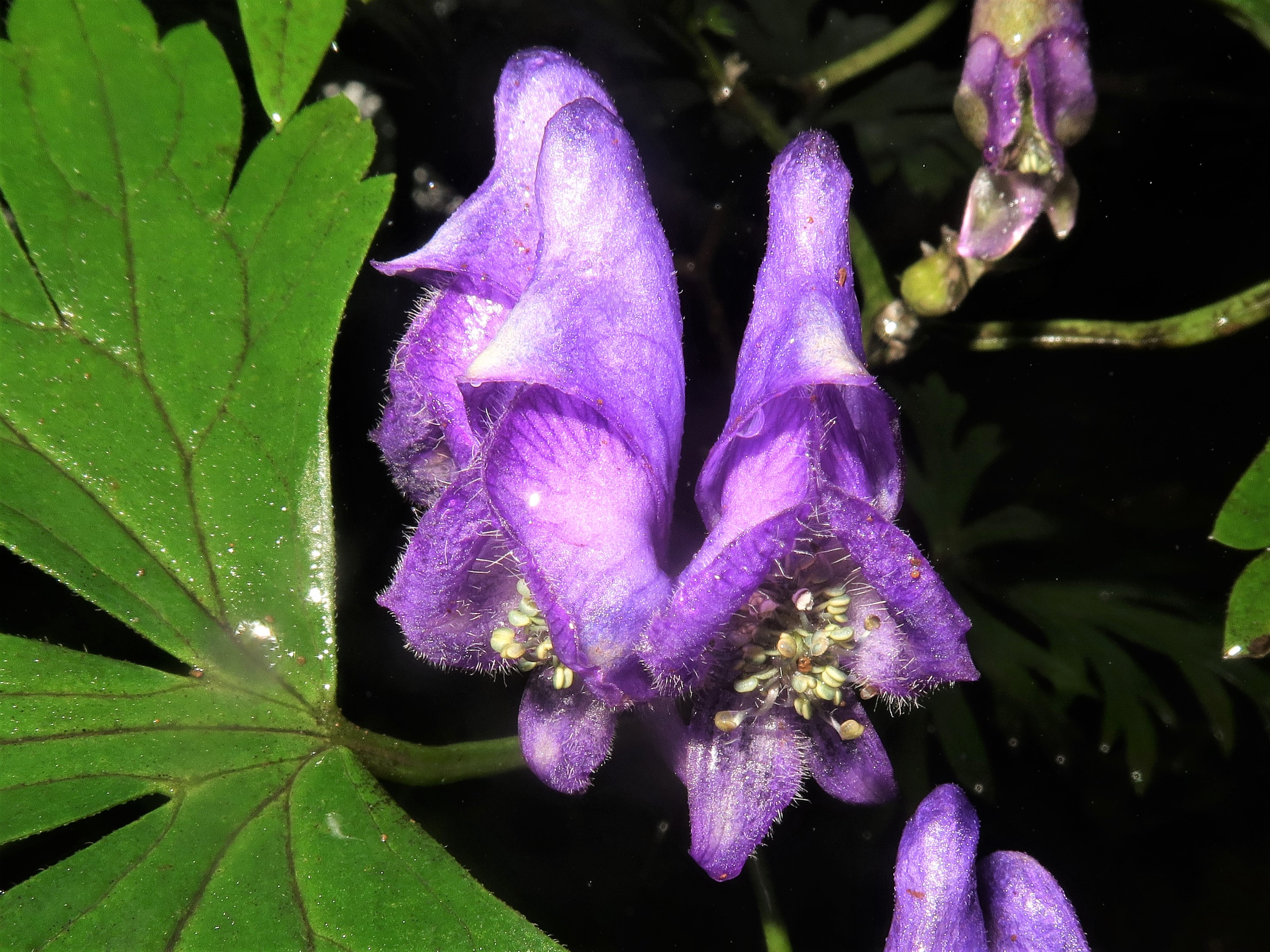
上萼片の前方の嘴は長くとがる。雄蕊は開出毛が生えるか無毛。
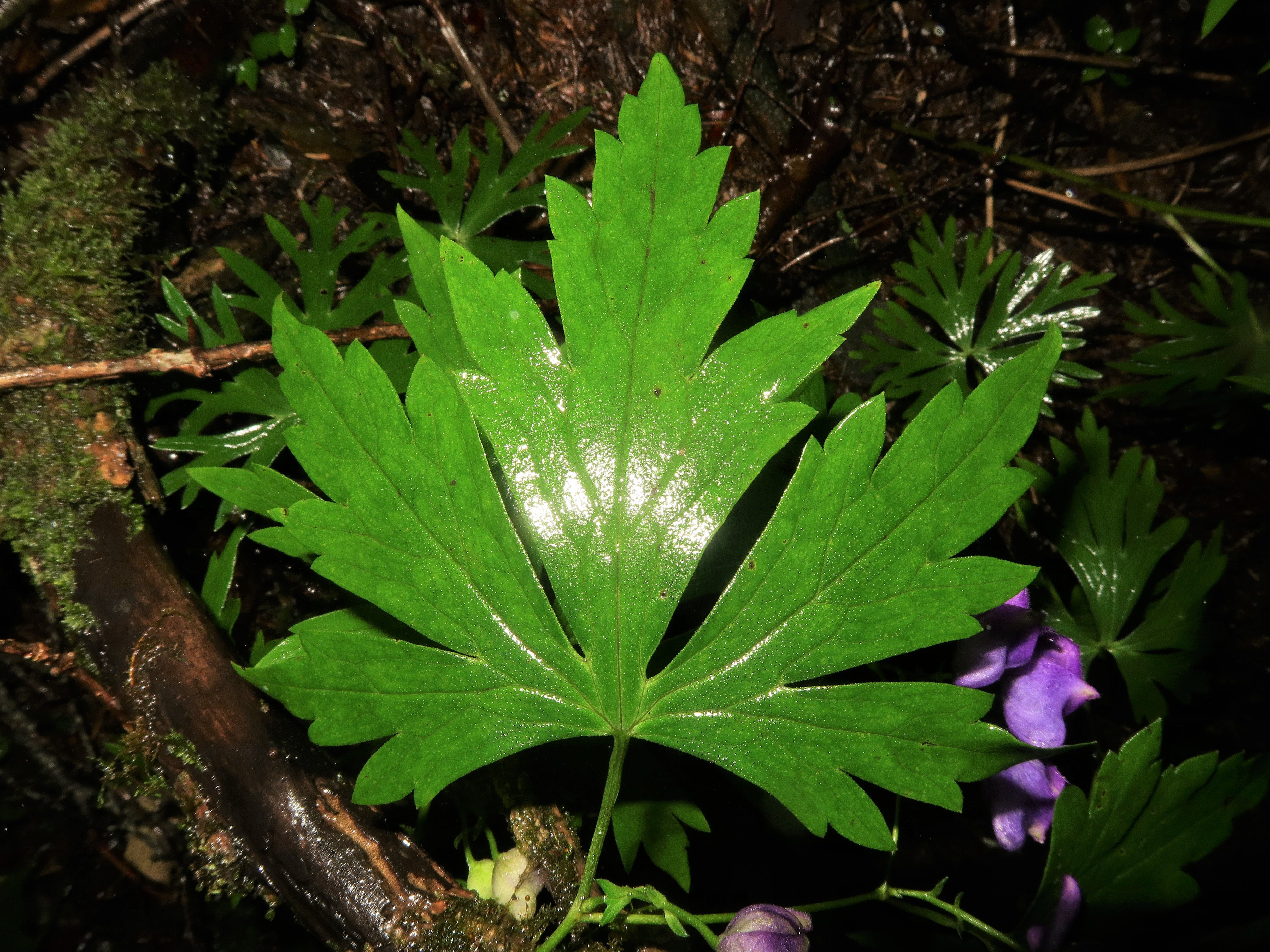
中部の茎葉の葉身は五角形から五角形状円形で、3深裂から3中裂し、裂片は粗い鋸歯縁になる。